# Jilemnice
Jilemnice (deutsch: Starkenbach) ist eine Stadt im Okres Semily, Liberecký kraj in Tschechien. Sie liegt im Riesengebirge.

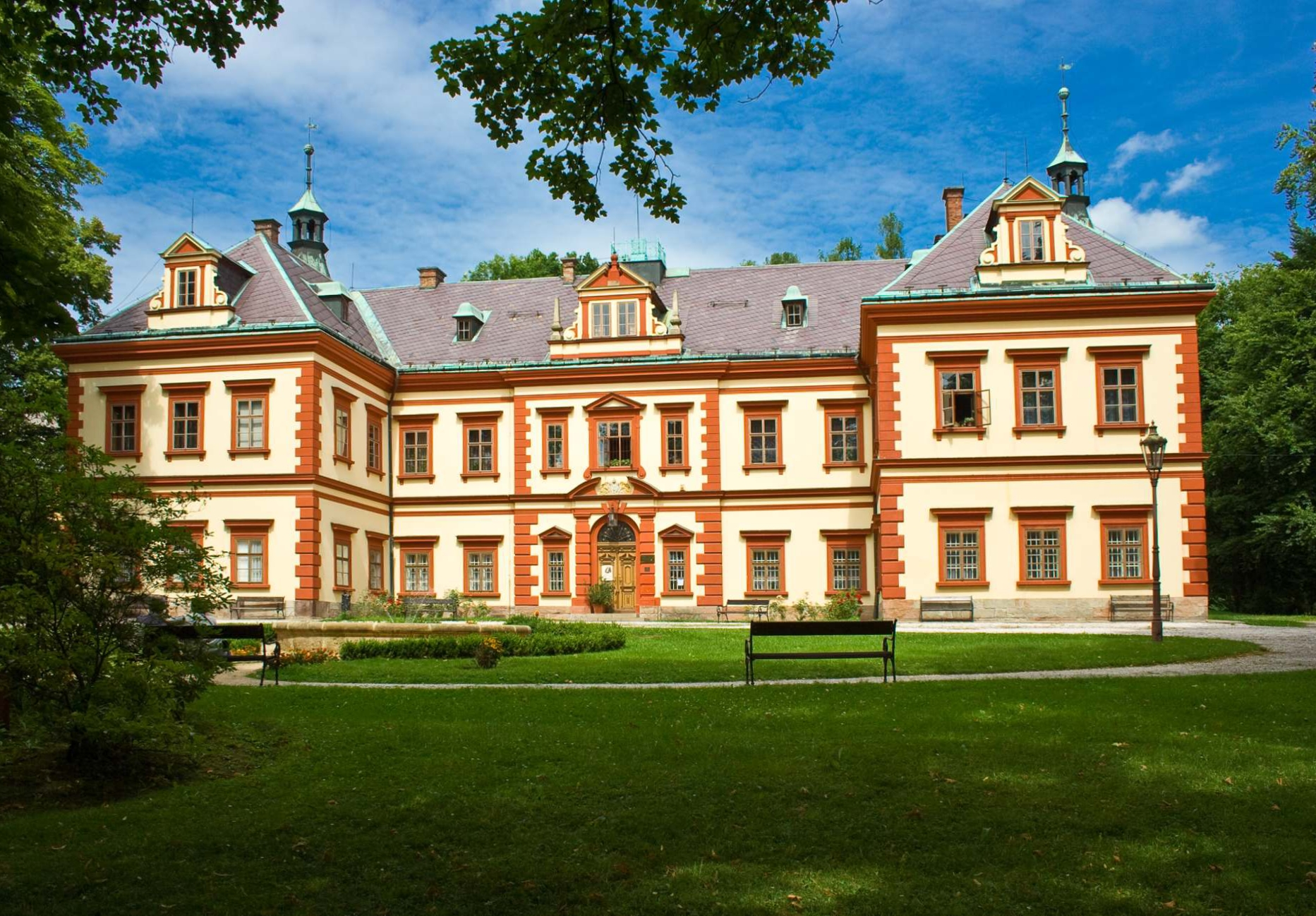
Schloss Jilemnice (Starkenbach)

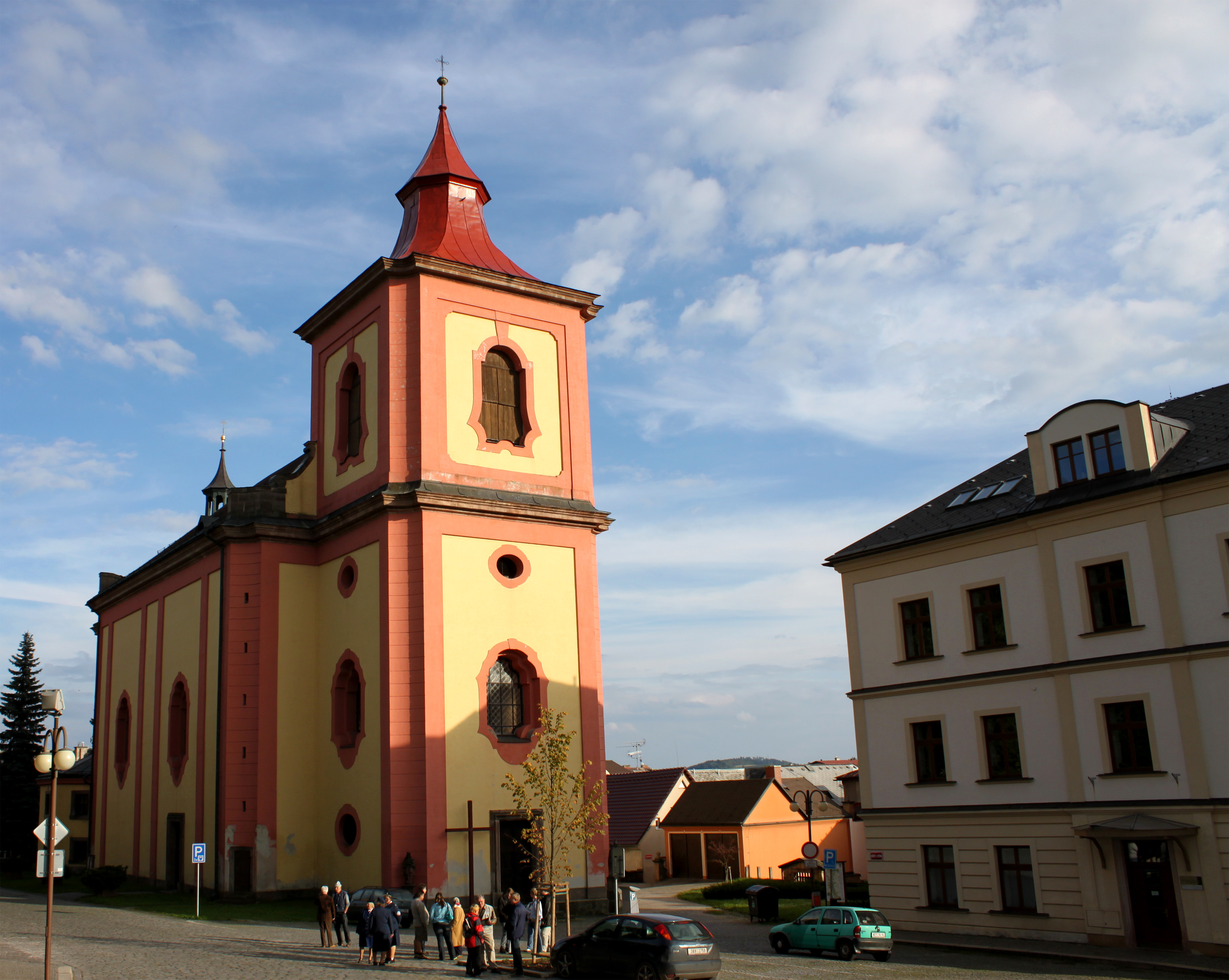
St. Lorenz

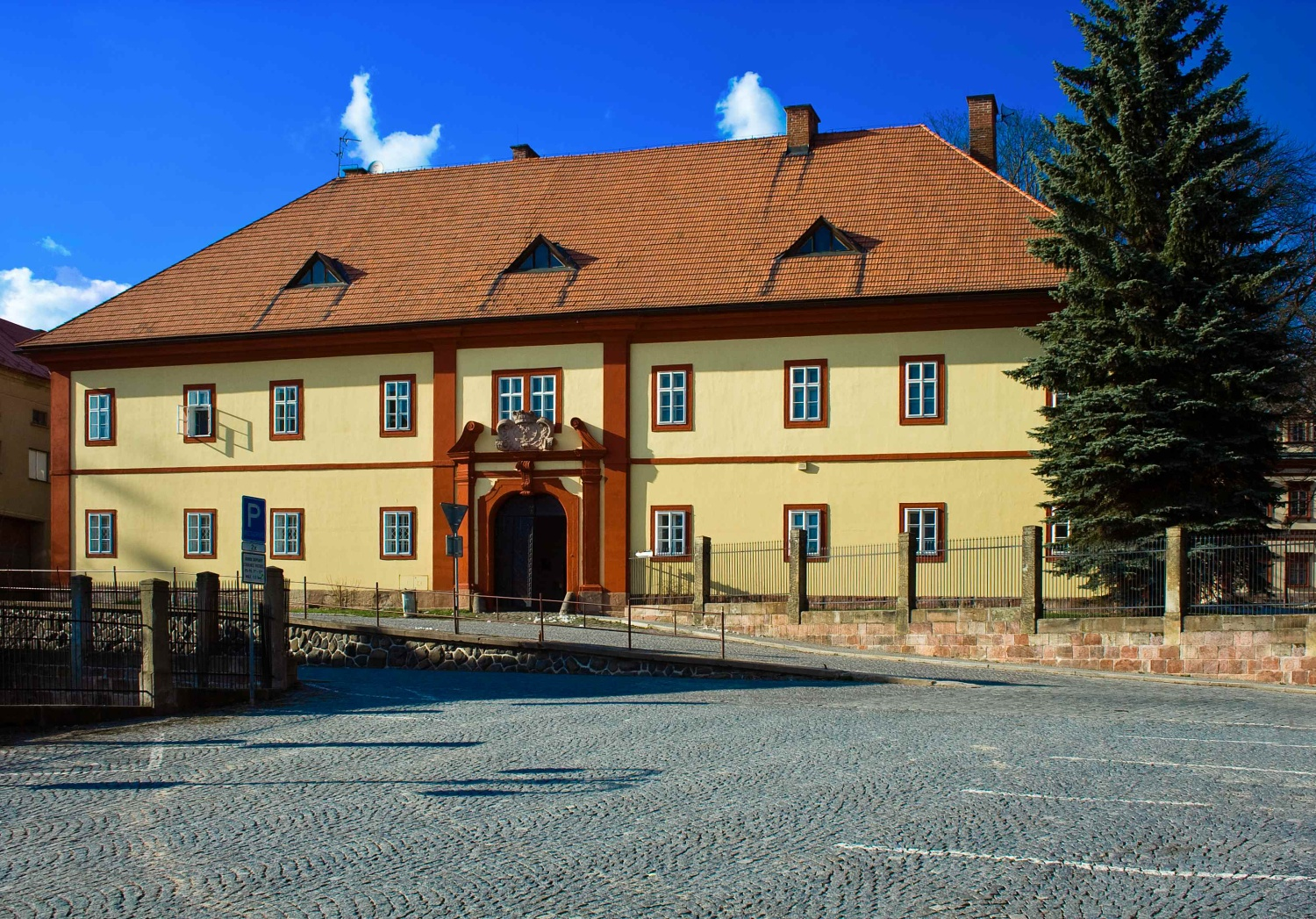
Ehem. Brauerei

## Geographie
Im Ortsteil Hrabacov mündet der Jilemka (Starkenbach) in die Jizerka, welche den Ort durchfließt.
Westlich erhebt sich mit 561 Metern der Berg Kozinec (Kozinetz), südwestlich die Hrubý kopec (507 m) und östlich die Branský kopec (507 m).

## Geschichte
Die Burg Starkenbach und der umgebende Ort wurde im 14. Jahrhundert als Besitz der Familie Waldstein erstmals urkundlich erwähnt, in deren Besitz sie bis 1522 verblieben. Dann folgte ein rascher Wechsel der Besitzer. Im Dreißigjährigen Krieg wurde Starkenbach 1634 von schwedisch-evangelischen Truppen niedergebrannt. Am 20. Oktober 1701 erwarb Ferdinand Bonaventura Graf von Harrach die Stadt und die Grundherrschaft Starkenbach um 240.000 fl. Die Tochter seines Bruders, Vertrauter Rat des Kaisers Ferdinand II., war in 2. Ehe mit Generalfeldmarschall Wallenstein verehelicht. Letzter Besitzer von Starkenbach war 1945 Ferdinand Bonaventura Graf von Harrach. Er und die deutschsprachigen Familien des Ortes wurden zu Gunsten der Tschechoslowakei enteignet.
Um 1716 wurde Starkenbach ausgebaut und erweitert. Der 1729 fertiggestellte barocke Kirchbau wird dem Baumeister Johann Georg Achbauer der Jüngere zugeschrieben, um 1800 erhielt das Schloss eine eigene Kapelle. Ab Beginn des 19. Jahrhunderts entstanden mit Beginn der Industrialisierung in Starkenbach Betriebe der Textil- und Glasindustrie. Bis 1868 war Starkenbach Sitz des gleichnamigen Gerichtsbezirks und anschließend des neugeschaffenen Bezirk Starkenbach. 1899 wurde der Bahnhof an der Lokalbahn Starkenbach–Rochlitz eröffnet. Nach dem Ende des Ersten Weltkriegs im Jahr 1918 kam Starkenbach zur neu gegründeten Tschechoslowakei und gehört seit 1992 zu Tschechien.
Im 20. Jahrhundert entwickelte sich Starkenbach/Jilemnice zu einem Wintersportort.

## Stadtgliederung
Die Stadt Jilemnice besteht aus den Ortsteilen Hrabačov (Hrabatschow), Javorek (Jaworek) und Jilemnice (Starkenbach). Grundsiedlungseinheiten sind Hrabačov, Hrubý kopec, Javorek, Jilem, Jilemnice-střed, Kozinec, Roztocký les, Spořilov I, Spořilov II, Svatý Isidor, U Hatiny und Žlábek.
Das Gemeindegebiet gliedert sich in die Katastralbezirke Hrabačov und Jilemnice.

## Sehenswürdigkeiten
- Neugieriges Gässchen: hierbei handelt es sich um eine Straße mit vielen historischen Gebäuden. Diese stammen aus dem späten 18. Jahrhundert und sind auch heute noch bewohnt.
- Harrach-Gruft zum Heiligen Kreuz
- Riesengebirgs-Museum (1891 gegründet)

## Persönlichkeiten

### Söhne und Töchter der Stadt
- František Pošepný (1836–1895), Montangeologe
- Jan Weiss (1892–1972), Schriftsteller
- Eva Paulusová-Benešová (1937–2017), Skilangläuferin
- Jan Fajstavr (* 1944), Skilangläufer
- Ivo Felix (* 1955), Skispringer
- Otakar Krámský (1959–2015), Bergrennfahrer
- Pavel Ploc (* 1964), Skispringer
- Ivan Masařík (* 1967), Biathlet
- Milan Kučera (* 1974), Nordischer Kombinierer
- Martin Kupka (* 1975), Politiker und Journalist
- Jana Šaldová (* 1975), Skilangläuferin
- Tomáš Holubec (* 1976), Biathlet
- Jakub Hlava (* 1979), Skispringer
- Petr Záhrobský (* 1980), Skirennläufer
- Zdeňka Vejnarová (* 1981), Biathletin
- Tomáš Slavík (* 1981), Nordischer Kombinierer
- Aleš Lejsek (* 1982), Biathlet
- Dušan Kožíšek (* 1983), Skilangläufer
- Filip Trejbal (* 1985), Skirennläufer
- Aleš Vodseďálek (* 1985), Nordischer Kombinierer
- Ondřej Vaculík (* 1986), Skispringer
- Veronika Hořejší (* 1987), Biathletin
- Čestmír Kožíšek (* 1991), Skispringer
- Adéla Pivoňková (* 1991), Fußballspielerin
- Eva Puskarčíková (* 1991), Biathletin
- Eva Bartoňová (* 1993), Fußballspielerin
- Adam Václavík (* 1994), Biathlet
- Michaela Mlejnková (* 1996), Volleyballerin
- Tomáš Portyk (* 1996), Nordischer Kombinierer
- Karolína Indráčková (* 1997), Skispringerin
- Kateřina Janatová (* 1997), Skilangläuferin
- Jan Vytrval (* 1998), Nordischer Kombinierer
- Vítězslav Hornig (* 1999), Biathlet
- Radek Rýdl (* 2001), Skispringer
- Petr Hák (* 2003), Biathlet

### Persönlichkeiten, die vor Ort gewirkt haben
- Johann Faltis (1796–1876), Industrieller
- Bohumil Hanč (1886–1913), Skilangläufer
- Jaroslav Soukup (* 1982), Biathlet
- Magda Rezlerová (* 1982), Biathletin
- Veronika Vítková (* 1988), Biathletin